# Kanton Riom-Ouest
Riom-Ouest is een voormalig kanton van het Franse departement Puy-de-Dôme. Het kanton maakte deel uit van het arrondissement Riom. Het werd opgeheven bij decreet van 21 februari 2014, met uitwerking op 22 maart 2015.

## Gemeenten
Het kanton Riom-Ouest omvatte de volgende gemeenten:
- Châteaugay
- Enval
- Malauzat
- Marsat
- Mozac
- Riom (deels, hoofdplaats)
- Volvic